# Dům U Mouřenína (Opava)
Dům U Mouřenína je barokní stavba v centru Opavy. Je chráněn jako kulturní památka České republiky.
Nejstarší části domu pochází z 13. – 14. století a jedná se tak o jednu z nejstarších budov na území města. Dům byl v roce 1717 přestavěn v barokním stylu a v roce 1730 dostal novou fasádu. Tento řadový dům stojí v ulici Mezi trhy, spojující obě největší opavská náměstí. Z přední strany domu se nachází čtyři busty, z nichž dvě zobrazují antické bohy Pallas Athénu a Arése a ostatní dvě mouřeníny. Právě podle nich dostal dům a lékárna, která se zde odedávna nacházela, své jméno. Lékárna v tomto domě fungovala od počátku 18. století až do roku 1945. Dům přežil bombardování Opavy během druhé světové války a v novodobé historii byl využíván také jako úřadovna pro některé odbory magistrátu. Od roku 2010 probíhala celková rekonstrukce domu, která byla doprovázena žalobou na majitele ze strany památkářů. V roce 2011 se dům dostal mezi tři nominované na cenu Fasáda roku v kategorii Historická budova . Dnes se ve sklepních prostorách domu nachází restaurace, v přízemí pak vinárna a ve vyšších patrech nájemní byty.